# 隠岐の島町
隠岐の島町（おきのしまちょう）は、島根半島の北の海上に位置する、島根県の離島部の隠岐郡に属する町の1つである。隠岐諸島に位置し、島後及び竹島全域を占める。

## 地理
隠岐の島町は、島後の島々と、島前に近い大森島と、竹島が範囲である。
これらの中で最大の島が島後であり、隠岐の島町役場は島後に置かれている。島後は大満寺山（標高608 m）を最高峰として、山頂の標高が500 mを超える山だけでも、葛尾山（標高598 m）、横尾山（標高573 m）、鷲ヶ峰（標高560 m）、時張山（標高520 m）、大峯山（標高508 m）がある。他にも半島の部分も含めて、海岸近くまで複数の山々が見られる、山勝ちな地形である。このため、島後の道路にはトンネルが目立ち、島後に作られた国道485号にも複数個所のトンネルが存在する。また、島後には複数の瀑布が見られ、その中の1つである壇鏡の滝は、日本の滝百選に選出された。他にも島後には幾つかの河川が見られ、西郷湾へ注ぐ八尾川水系には銚子ダムによるダム湖も作られた。

### 生物相
島後の北端の沖に位置する沖ノ島は、オオミズナギドリの繁殖地の1つとして知られる。また、島後の一部地域では高尾暖地性濶葉林が残る。これに加えて、隠岐の島町は町花としてシャクナゲを指定しており、島後の東部にはオキシャクナゲの自生地が残っている。なお、島後の南西端の海岸付近には、人工的にマツが植えられ「屋那の松原」として知られる。

### 人口
| |                                            |  |
| 隠岐の島町と全国の年齢別人口分布（2005年） | 隠岐の島町の年齢・男女別人口分布（2005年） |  |
| ■紫色 ― 隠岐の島町 ■緑色 ― 日本全国 | ■青色 ― 男性 ■赤色 ― 女性                  |  |
| 隠岐の島町（に相当する地域）の人口の推移 \| 1970年（昭和45年） \| 20,533人 \| \| \| 1975年（昭和50年） \| 19,797人 \| \| \| 1980年（昭和55年） \| 20,043人 \| \| \| 1985年（昭和60年） \| 19,675人 \| \| \| 1990年（平成2年） \| 19,090人 \| \| \| 1995年（平成7年） \| 18,367人 \| \| \| 2000年（平成12年） \| 18,045人 \| \| \| 2005年（平成17年） \| 16,904人 \| \| \| 2010年（平成22年） \| 15,521人 \| \| \| 2015年（平成27年） \| 14,608人 \| \| \| 2020年（令和2年） \| 13,433人 \| \| |                                            |  |
| 総務省統計局 国勢調査より |                                            |  |
| 1970年（昭和45年） | 20,533人                                   |  |
| 1975年（昭和50年） | 19,797人                                   |  |
| 1980年（昭和55年） | 20,043人                                   |  |
| 1985年（昭和60年） | 19,675人                                   |  |
| 1990年（平成2年） | 19,090人                                   |  |
| 1995年（平成7年） | 18,367人                                   |  |
| 2000年（平成12年） | 18,045人                                   |  |
| 2005年（平成17年） | 16,904人                                   |  |
| 2010年（平成22年） | 15,521人                                   |  |
| 2015年（平成27年） | 14,608人                                   |  |
| 2020年（令和2年） | 13,433人                                   |  |

## 気候
隠岐の島町では、冬に降水日が多い傾向が見られるものの、その他の季節でも降水は見られる。隠岐の島町の西郷湾付近でも、毎月100 mm以上の降水があることが普通であるものの、年間平均降水量は1800 mm程度に留まる。なお、冬には海岸部でも気温が氷点下に達する場合があり、降雪が観測される日もある。
| 西郷特別地域気象観測所（隠岐郡隠岐の島町西町大城ノ一、標高27 m）の気候 | 西郷特別地域気象観測所（隠岐郡隠岐の島町西町大城ノ一、標高27 m）の気候 | 西郷特別地域気象観測所（隠岐郡隠岐の島町西町大城ノ一、標高27 m）の気候 | 西郷特別地域気象観測所（隠岐郡隠岐の島町西町大城ノ一、標高27 m）の気候 | 西郷特別地域気象観測所（隠岐郡隠岐の島町西町大城ノ一、標高27 m）の気候 | 西郷特別地域気象観測所（隠岐郡隠岐の島町西町大城ノ一、標高27 m）の気候 | 西郷特別地域気象観測所（隠岐郡隠岐の島町西町大城ノ一、標高27 m）の気候 | 西郷特別地域気象観測所（隠岐郡隠岐の島町西町大城ノ一、標高27 m）の気候 | 西郷特別地域気象観測所（隠岐郡隠岐の島町西町大城ノ一、標高27 m）の気候 | 西郷特別地域気象観測所（隠岐郡隠岐の島町西町大城ノ一、標高27 m）の気候 | 西郷特別地域気象観測所（隠岐郡隠岐の島町西町大城ノ一、標高27 m）の気候 | 西郷特別地域気象観測所（隠岐郡隠岐の島町西町大城ノ一、標高27 m）の気候 | 西郷特別地域気象観測所（隠岐郡隠岐の島町西町大城ノ一、標高27 m）の気候 | 西郷特別地域気象観測所（隠岐郡隠岐の島町西町大城ノ一、標高27 m）の気候 |
| 月                                                                     | 1月                                                                    | 2月                                                                    | 3月                                                                    | 4月                                                                    | 5月                                                                    | 6月                                                                    | 7月                                                                    | 8月                                                                    | 9月                                                                    | 10月                                                                   | 11月                                                                   | 12月                                                                   | 年                                                                     |
| ---------------------------------------------------------------------- | ---------------------------------------------------------------------- | ---------------------------------------------------------------------- | ---------------------------------------------------------------------- | ---------------------------------------------------------------------- | ---------------------------------------------------------------------- | ---------------------------------------------------------------------- | ---------------------------------------------------------------------- | ---------------------------------------------------------------------- | ---------------------------------------------------------------------- | ---------------------------------------------------------------------- | ---------------------------------------------------------------------- | ---------------------------------------------------------------------- | ---------------------------------------------------------------------- |
| 最高気温記録 °C （°F）                                                 | 17.2 (63)                                                              | 20.1 (68.2)                                                            | 22.5 (72.5)                                                            | 26.8 (80.2)                                                            | 31.0 (87.8)                                                            | 32.2 (90)                                                              | 35.3 (95.5)                                                            | 35.8 (96.4)                                                            | 33.9 (93)                                                              | 30.0 (86)                                                              | 24.3 (75.7)                                                            | 20.2 (68.4)                                                            | 35.8 (96.4)                                                            |
| 平均最高気温 °C （°F）                                                 | 8.1 (46.6)                                                             | 8.6 (47.5)                                                             | 11.7 (53.1)                                                            | 16.7 (62.1)                                                            | 21.1 (70)                                                              | 24.3 (75.7)                                                            | 27.9 (82.2)                                                            | 29.9 (85.8)                                                            | 26.1 (79)                                                              | 21.3 (70.3)                                                            | 16.1 (61)                                                              | 10.8 (51.4)                                                            | 18.6 (65.5)                                                            |
| 日平均気温 °C （°F）                                                   | 4.5 (40.1)                                                             | 4.6 (40.3)                                                             | 7.3 (45.1)                                                             | 12.0 (53.6)                                                            | 16.7 (62.1)                                                            | 20.4 (68.7)                                                            | 24.6 (76.3)                                                            | 26.1 (79)                                                              | 22.2 (72)                                                              | 16.9 (62.4)                                                            | 11.9 (53.4)                                                            | 7.1 (44.8)                                                             | 14.5 (58.1)                                                            |
| 平均最低気温 °C （°F）                                                 | 1.2 (34.2)                                                             | 0.8 (33.4)                                                             | 2.7 (36.9)                                                             | 7.1 (44.8)                                                             | 12.1 (53.8)                                                            | 16.9 (62.4)                                                            | 21.8 (71.2)                                                            | 23.0 (73.4)                                                            | 18.7 (65.7)                                                            | 12.7 (54.9)                                                            | 7.8 (46)                                                               | 3.4 (38.1)                                                             | 10.7 (51.3)                                                            |
| 最低気温記録 °C （°F）                                                 | −6.7 (19.9)                                                            | −8.9 (16)                                                              | −6.7 (19.9)                                                            | −3.2 (26.2)                                                            | 1.4 (34.5)                                                             | 6.8 (44.2)                                                             | 11.5 (52.7)                                                            | 13.5 (56.3)                                                            | 7.3 (45.1)                                                             | 2.8 (37)                                                               | −1.8 (28.8)                                                            | −4.5 (23.9)                                                            | −8.9 (16)                                                              |
| 降水量 mm （inch）                                                     | 158.3 (6.232)                                                          | 111.9 (4.406)                                                          | 125.0 (4.921)                                                          | 123.5 (4.862)                                                          | 134.1 (5.28)                                                           | 165.7 (6.524)                                                          | 203.9 (8.028)                                                          | 154.8 (6.094)                                                          | 234.9 (9.248)                                                          | 121.6 (4.787)                                                          | 123.0 (4.843)                                                          | 159.8 (6.291)                                                          | 1,816.4 (71.512)                                                       |
| 降雪量 cm （inch）                                                     | 39 (15.4)                                                              | 30 (11.8)                                                              | 6 (2.4)                                                                | 0 (0)                                                                  | 0 (0)                                                                  | 0 (0)                                                                  | 0 (0)                                                                  | 0 (0)                                                                  | 0 (0)                                                                  | 0 (0)                                                                  | 0 (0)                                                                  | 17 (6.7)                                                               | 93 (36.6)                                                              |
| 平均降水日数 （≥0.5 mm）                                               | 22.0                                                                   | 16.8                                                                   | 14.2                                                                   | 10.2                                                                   | 8.9                                                                    | 10.0                                                                   | 11.5                                                                   | 9.3                                                                    | 11.2                                                                   | 11.5                                                                   | 14.5                                                                   | 20.5                                                                   | 160.5                                                                  |
| 平均降雪日数                                                           | 18.1                                                                   | 14.2                                                                   | 7.1                                                                    | 0.5                                                                    | 0.0                                                                    | 0.0                                                                    | 0.0                                                                    | 0.0                                                                    | 0.0                                                                    | 0.0                                                                    | 1.2                                                                    | 12.8                                                                   | 55.7                                                                   |
| % 湿度                                                                 | 73                                                                     | 73                                                                     | 72                                                                     | 72                                                                     | 74                                                                     | 81                                                                     | 83                                                                     | 81                                                                     | 79                                                                     | 76                                                                     | 74                                                                     | 73                                                                     | 76                                                                     |
| 平均月間日照時間                                                       | 69.2                                                                   | 87.7                                                                   | 142.1                                                                  | 190.0                                                                  | 214.0                                                                  | 164.6                                                                  | 160.5                                                                  | 205.6                                                                  | 149.0                                                                  | 152.7                                                                  | 106.0                                                                  | 76.7                                                                   | 1,718.1                                                                |
| 出典：気象庁（平均値：1991年-2020年、極値：1939年-現在）               |                                                                        |                                                                        |                                                                        |                                                                        |                                                                        |                                                                        |                                                                        |                                                                        |                                                                        |                                                                        |                                                                        |                                                                        |                                                                        |

## 交通

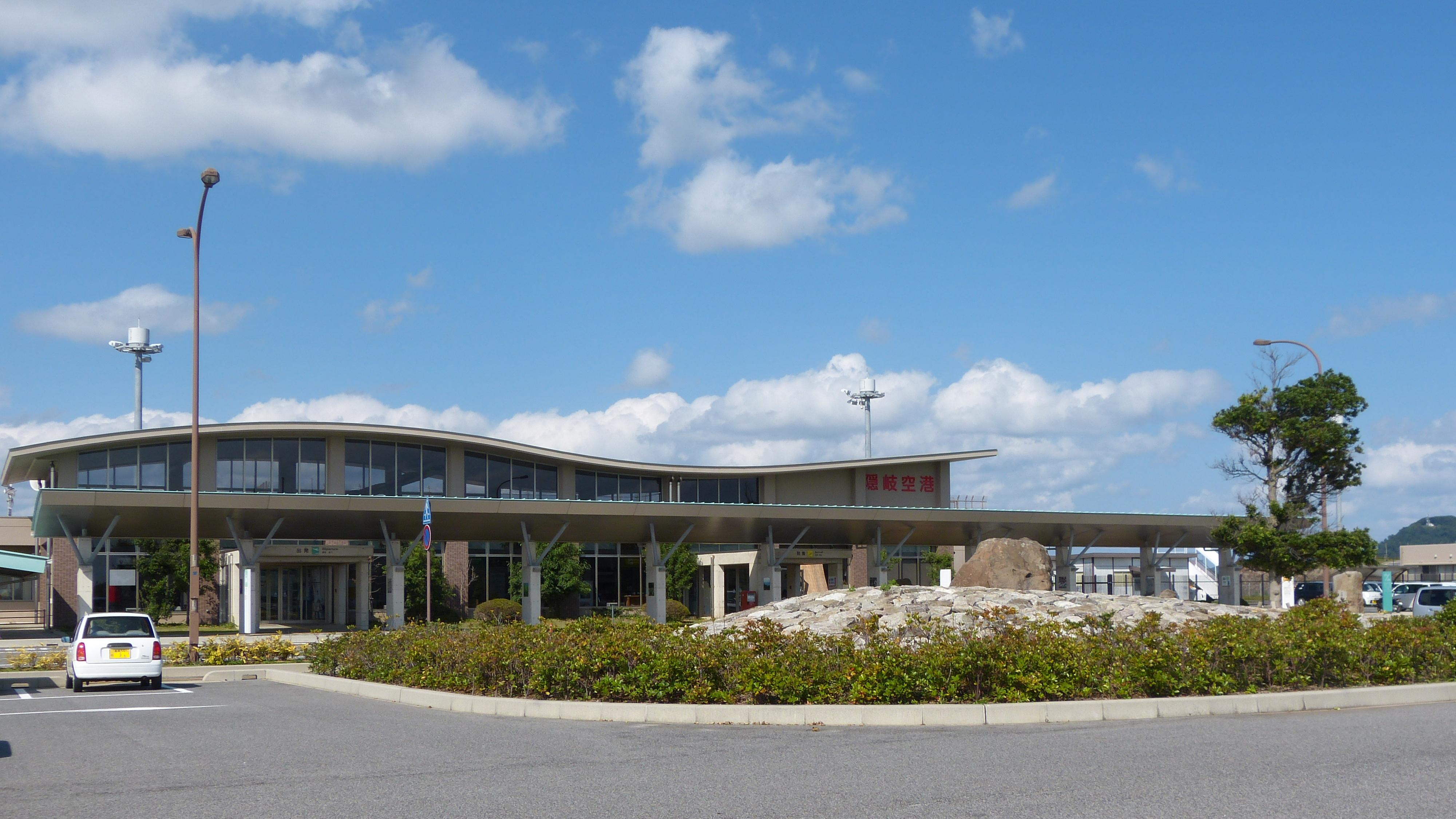
隠岐空港

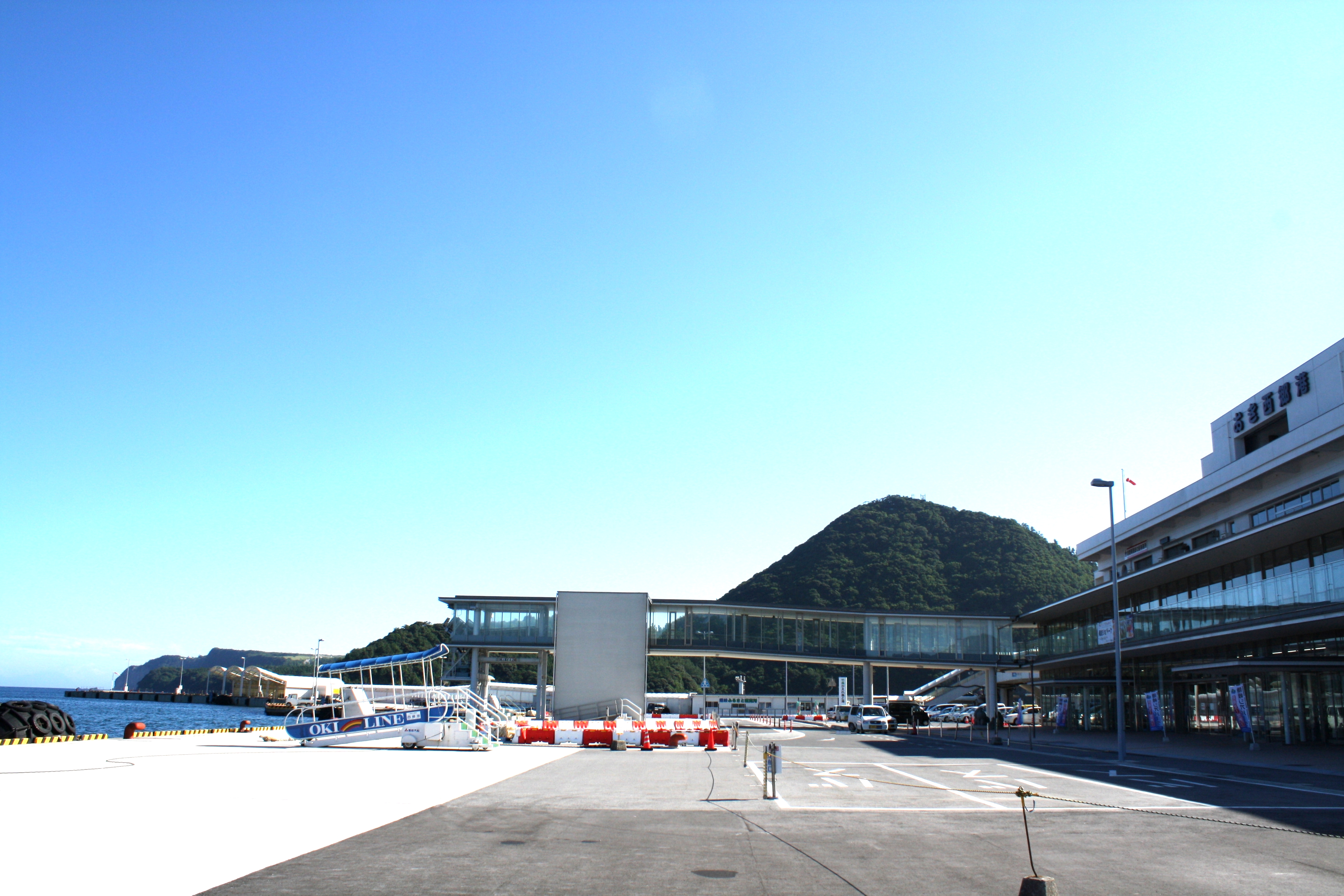
西郷港

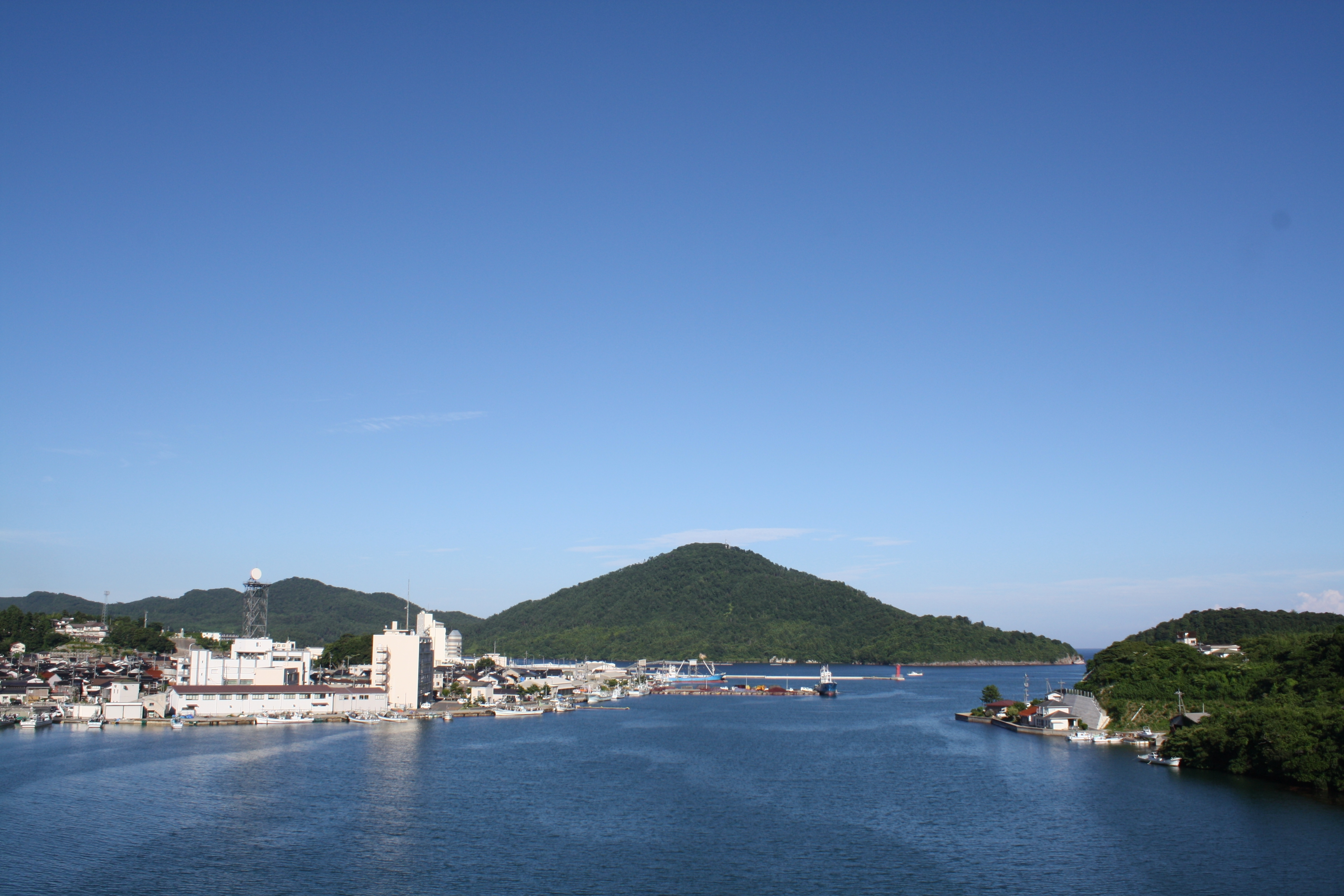
西郷大橋から見た、西郷港の港町の風景。

### 空港
- 隠岐空港（隠岐世界ジオパーク空港）
  - 日本航空（JAL）
    - 大阪国際空港（毎日1便）[注 2]
    - 出雲空港（毎日1便）[注 3]

### 港湾
- 西郷港（重要港湾）
定期旅客航路：隠岐汽船が運航している。
  - フェリー：隠岐諸島各港と七類港、境港を結ぶ。
  - 超高速船：隠岐諸島各港と七類港、境港を結ぶ。

### 路線バス
- 隠岐一畑交通
- 隠岐の島町公営バス

### 道路

#### 一般国道
- 国道485号

#### 県道
- 島根県道43号隠岐空港線
- 島根県道44号西郷都万郡線
- 島根県道47号西郷布施線
- 島根県道316号中村津戸港線
- 島根県道323号池田中町線

## 歴史

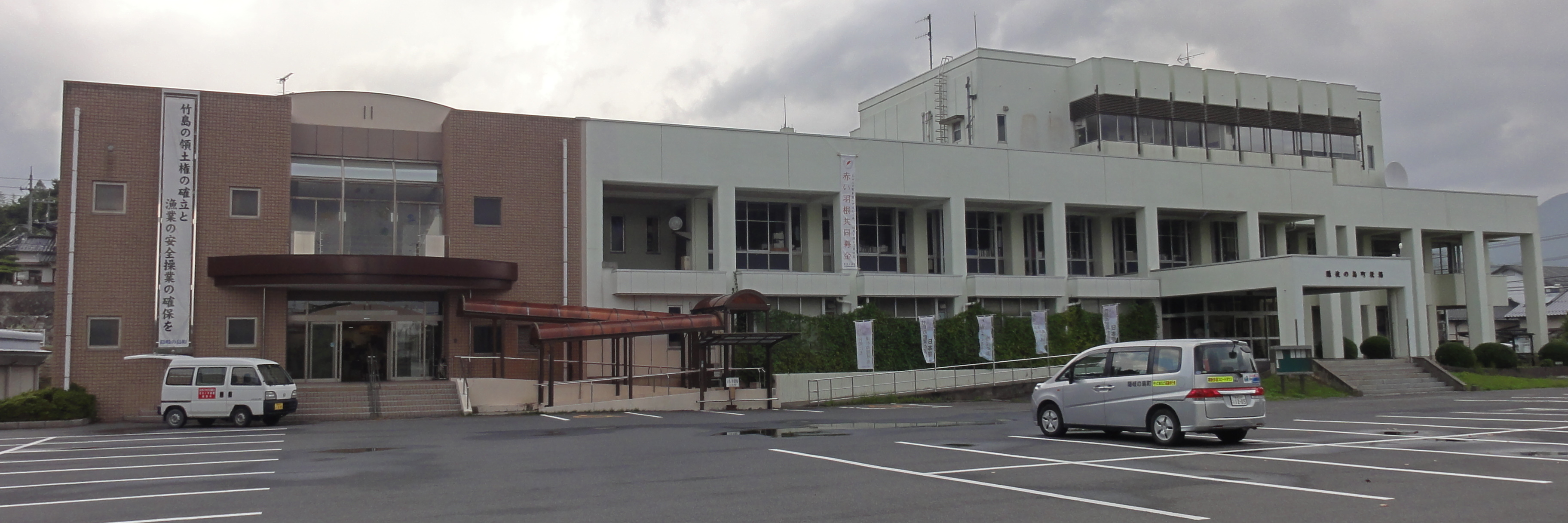
旧隠岐の島町役場（2012年10月7日撮影）

- 2004年（平成16年）10月1日 - 隠岐郡西郷町・布施村・五箇村・都万村が新設合併して、隠岐の島町が発足。
- 2020年（令和2年）9月23日 - 2017年（平成29年）から整備を進めてきた町役場の新庁舎が完成移転し業務開始[1]。
- 2024年（令和6年）12月1日 - 合併20周年を記念し町民歌「隠岐の島歌」（作詞・作曲：小椋佳）を制定。

## 行政
- 町長：池田高世偉

### 消防
- 隠岐広域連合消防本部（隠岐の島町、海士町、西ノ島町、知夫村）

### 島根県の行政機関
- 隠岐支庁
- 隠岐の島警察署

### 国の行政機関
- 法務省松江地方法務局西郷支局
- 松江地方検察庁西郷支部、西郷区検察庁
- 財務省神戸税関境税関支署西郷監視署
- 国税庁広島国税局西郷税務署
- 厚生労働省島根労働局松江労働基準監督署隠岐の島駐在事務所
- 厚生労働省島根労働局松江公共職業安定所隠岐の島出張所（ハローワーク隠岐の島）
- 海上保安庁第八管区海上保安本部境海上保安部隠岐海上保安署
- 環境省中国四国地方環境事務所隠岐管理官事務所
- 自衛隊島根地方協力本部隠岐の島駐在員事務所

## 議会
隠岐の島町の町議会の議席定数は、16議席である。

### 県政
隠岐の島町は隠岐郡の四町村からなる隠岐選挙区に属し、隠岐選挙区から選出される島根県議会議員の定数は1である。

### 国政
衆議院
松江市、安来市、雲南市、仁多郡、飯石郡、隠岐郡で構成される、島根県第1区に属する。
参議院
参議院では鳥取県・島根県選挙区に属する。

## 司法
松江地方裁判所・松江家庭裁判所の西郷支部と、西郷簡易裁判所が置かれている。

## 教育

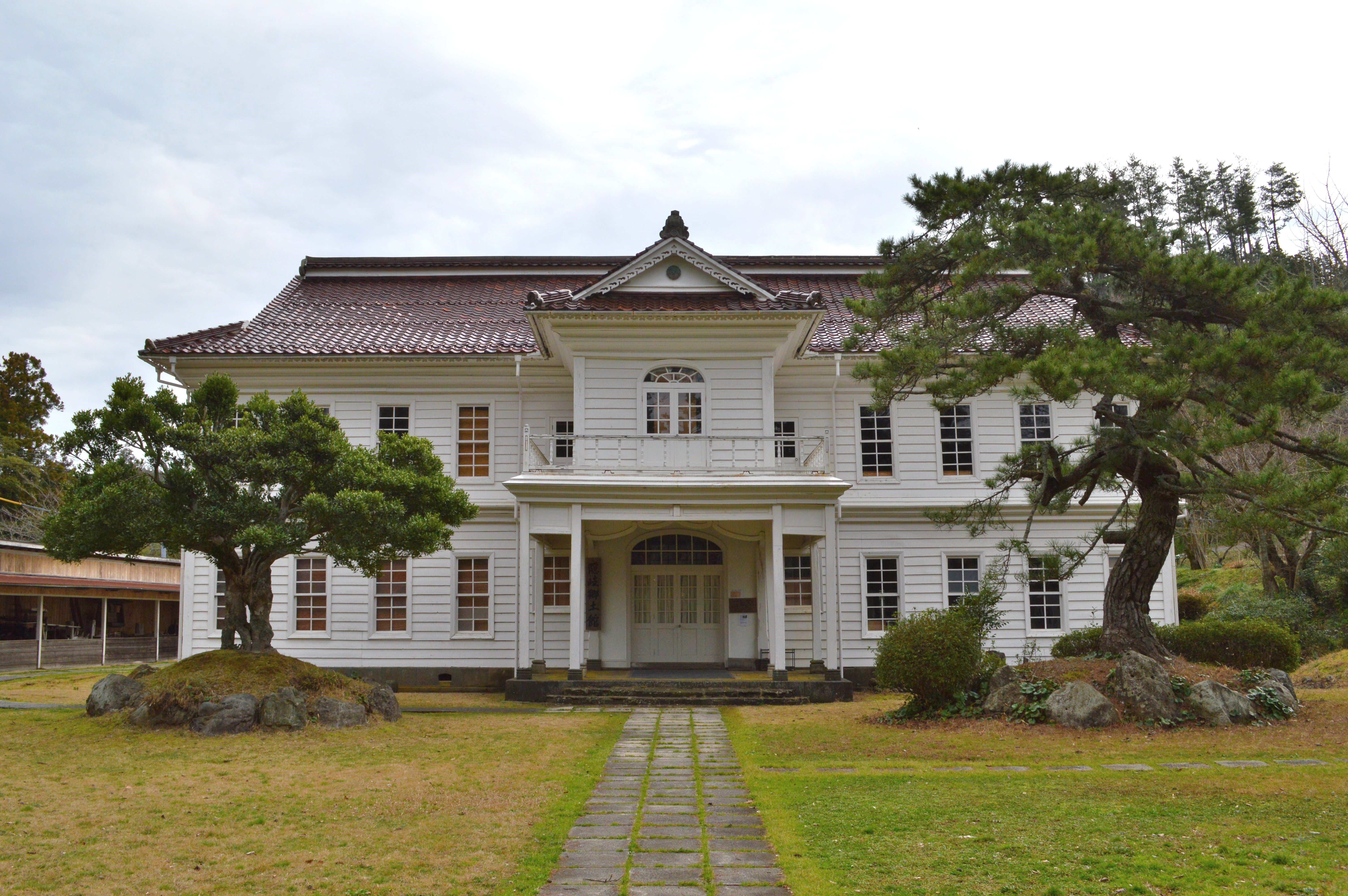
隠岐郷土館

隠岐の島町に設置されている学校は、全て公立校である。また、博物館として隠岐郷土館を有する。

### 小学校
- 隠岐の島町立西郷小学校
- 隠岐の島町立中条小学校
- 隠岐の島町立有木小学校
- 隠岐の島町立磯小学校
- 隠岐の島町立北小学校
- 隠岐の島町立五箇小学校
- 隠岐の島町立都万小学校

### 中学校
- 隠岐の島町立西郷中学校
- 隠岐の島町立西郷南中学校
- 隠岐の島町立五箇中学校
- 隠岐の島町立都万中学校

### 高等学校
- 島根県立隠岐高等学校
- 島根県立隠岐水産高等学校

### 特別支援学校
- 島根県立隠岐養護学校

## 通信

### 市外局番
隠岐の島町の市外局番は08512（2～9）である。
- 08512（2～9）エリア
  - 隠岐の島町

### 郵便
隠岐の島町に割り当てられた郵便番号は、685-00xx、685-85xx、685-86xx、685-87xx、685-01xx、685-03xx、685-04xxである。
郵便局
- 西郷郵便局（集配局）
- 大久郵便局
- 磯郵便局
- 中条郵便局
- 都万郵便局
- 五箇郵便局
- 布施郵便局
- 中村郵便局

簡易郵便局
- 東郷簡易郵便局
- 西郷有木簡易郵便局
- 西郷東町簡易郵便局
- 今津簡易郵便局
- 隠岐加茂簡易郵便局
- 那久簡易郵便局
- 津戸簡易郵便局
- 久見簡易郵便局
- 郡簡易郵便局

## 名所・旧跡

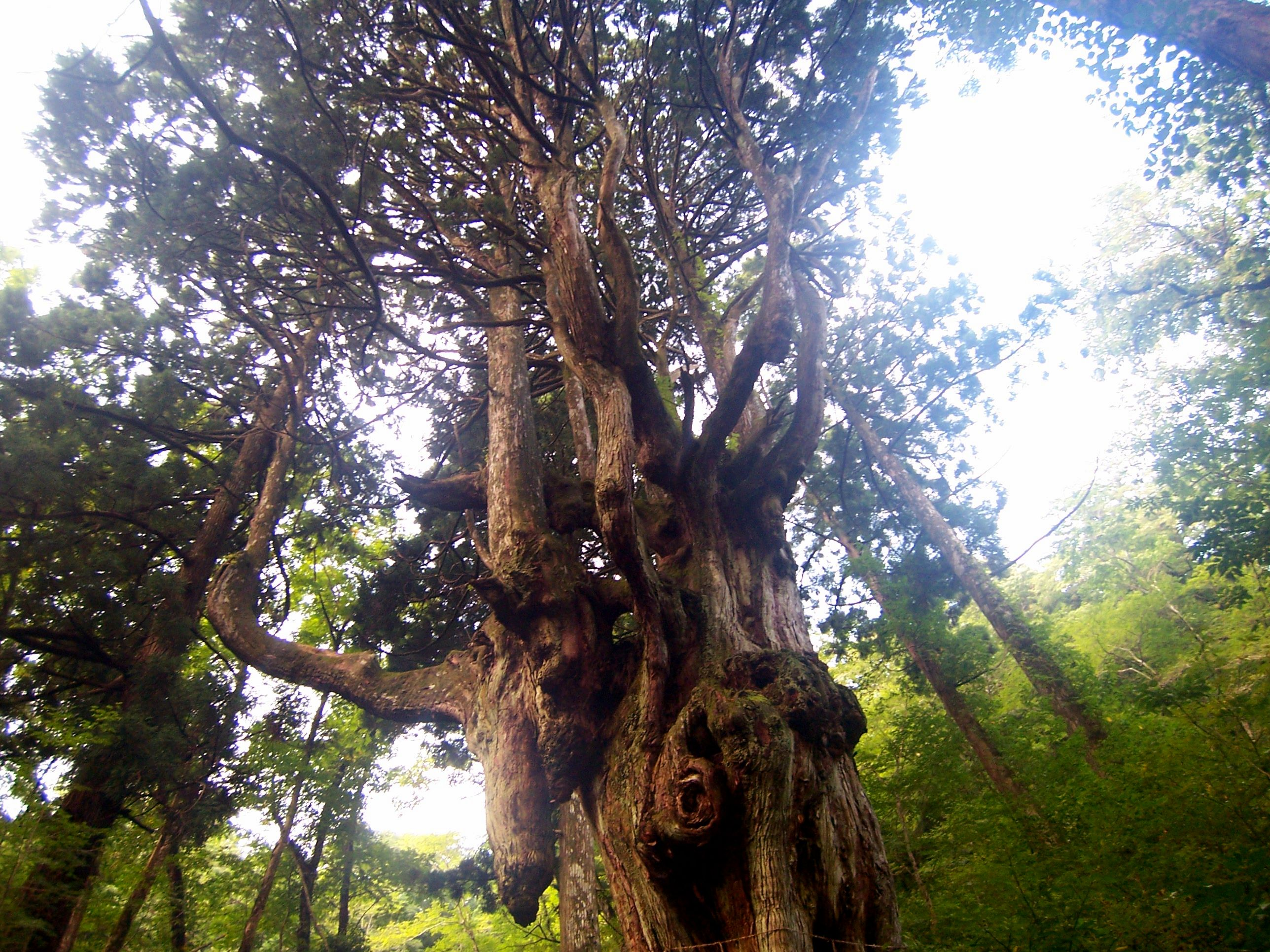
岩倉の乳房杉

水木しげるロードが当所まで延伸された際に本土側に設立された「隠岐へ向かう鬼太郎親子と水木しげる先生」像。

- 壇鏡の滝 - 島後の西部の横尾山付近の瀑布である。日本の滝百選に選出された。また、壇鏡の滝付近に湧出している壇鏡の滝湧水は、名水百選に選出された。
- ローソク島 - 島後の北西の海上に見られる海食柱である。
- トカゲ岩 - 葛尾山付近にある岩。
- 白島海岸 - 島後の北端部で、隠岐白鳥海岸とも呼ばれる。国の天然記念物に指定されている。
- 浄土ヶ浦 - 島後の北東端部で、国の名勝に指定されている。
- 岩倉の乳房杉 - 隠岐の島町は、町木としてスギを指定している。
- 屋那の松原と舟屋集落 - 島後の南西端にある。
- 隠岐国分寺 - 隠岐国に置かれた国分寺である。島後の南東部にあった。
- 隠岐モーモードーム - 毎年4回の隠岐の牛突き本場所の開催地。
- 玉若隠岐酢命神社 - 島後の南東部にある。隠岐国の総社だった。
- 水若酢神社 - 島後の北西部を流れる重栖川水系の川の近くにある。隠岐国の一の宮だった。
- 八王子神社 - 木造随身半跏像は町指定有形文化財になっている。
- 佐々木家住宅 - 島後の南東部の西郷地区に残る文化財の住宅[4]。
- 隠岐温泉GOKA
- 武良街道 - 水木しげるロード - 水木しげるロード同様、沿道に妖怪のブロンズ像が多数設置されている。当地は水木しげる（武良茂）の家系である武良家のルーツである。鳥取県境港市の取り組みで水木しげるロードが当所まで延伸され、「武良街道」と名付けられた。本土側にも延伸を記念した銅像が設立された。

## 出身者
- 池田高世偉（第2代隠岐の島町長）
- 隠岐の海歩（大相撲力士、八角部屋所属）
- 隠岐の富士和也（大相撲力士、八角部屋所属）
- 中川秀恭（哲学者）
- 中沼了三（儒学者）
- 永海佐一郎（化学者）
- 野崎菜美（女子競輪選手）
- 平野甲斐（サッカー選手）
- 枡田史子（アナウンサー）
- 横地治男（柔道家、講道学舎創設者）
- チカトプライド（お笑い芸人）